# Japanse nachtegaal
De Japanse nachtegaal ook wel Chinese nachtegaal (Leiothrix lutea) is een zangvogel behorend tot de familie Leiothrichidae.

## Kenmerken
Het is een kleurige zangvogel: het voorhoofd is geel, de keel is lichtgeel, de borst is oranjerood en zijn snavel is rood. Zijn buik is olijfgroen, de bovenzijde is grijs-olijfgroen. De vleugels hebben een oranje band. De staart is gevorkt en glanzend zwart. De totale lengte van de Japanse nachtegaal is van kop tot staart 15 centimeter. Het is een bij vele kwekers geliefde vogel.

## Voortplanting
Het vrouwtje legt drie tot vier blauwe eieren met een groene weerglans en donkerbruine crèmekleurige en roodbruine vlekjes, die door beide seksen in ongeveer veertien dagen worden uitgebroed.

## Verspreiding en leefgebied
Oorspronkelijk komt de soort voor van de Himalaya tot oostelijk China en en noordoostelijk Vietnam. Ook komt de soort als exoot voor in Japan en in Europa in Italië en Frankrijk. De soort telt vijf ondersoorten:
- L. l. kumaiensis: de noordwestelijke Himalaya.
- L. l. calipyga: van de centrale Himalaya tot noordwestelijk Myanmar.
- L. l. yunnanensis: noordoostelijk Myanmar en zuidelijk China.
- L. l. kwangtungensis: zuidoostelijk China en noordelijk Vietnam.
- L. l. lutea: het zuidelijke deel van Centraal-en oostelijk China.

## Naamsverwarring
Er bestaat een groep vogels die nachtegalen heten, er is zelfs een groep Japanse nachtegalen, maar dit zijn lijsterachtigen en zij delen alleen de naam en hun zang.

## Status
De grootte van de populatie is niet gekwantificeerd maar de soort wordt omschreven als plaatselijk algemeen. Op de Rode lijst van de IUCN heeft deze soort de status niet bedreigd.

## Afbeeldingen

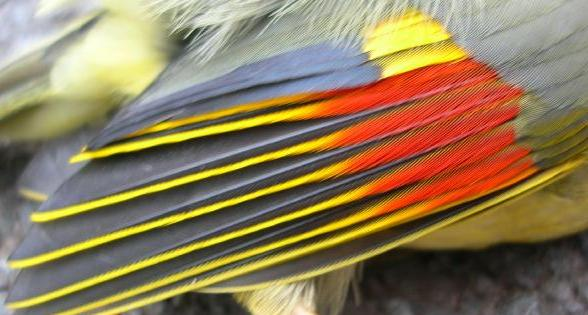
Close-up van de vleugel
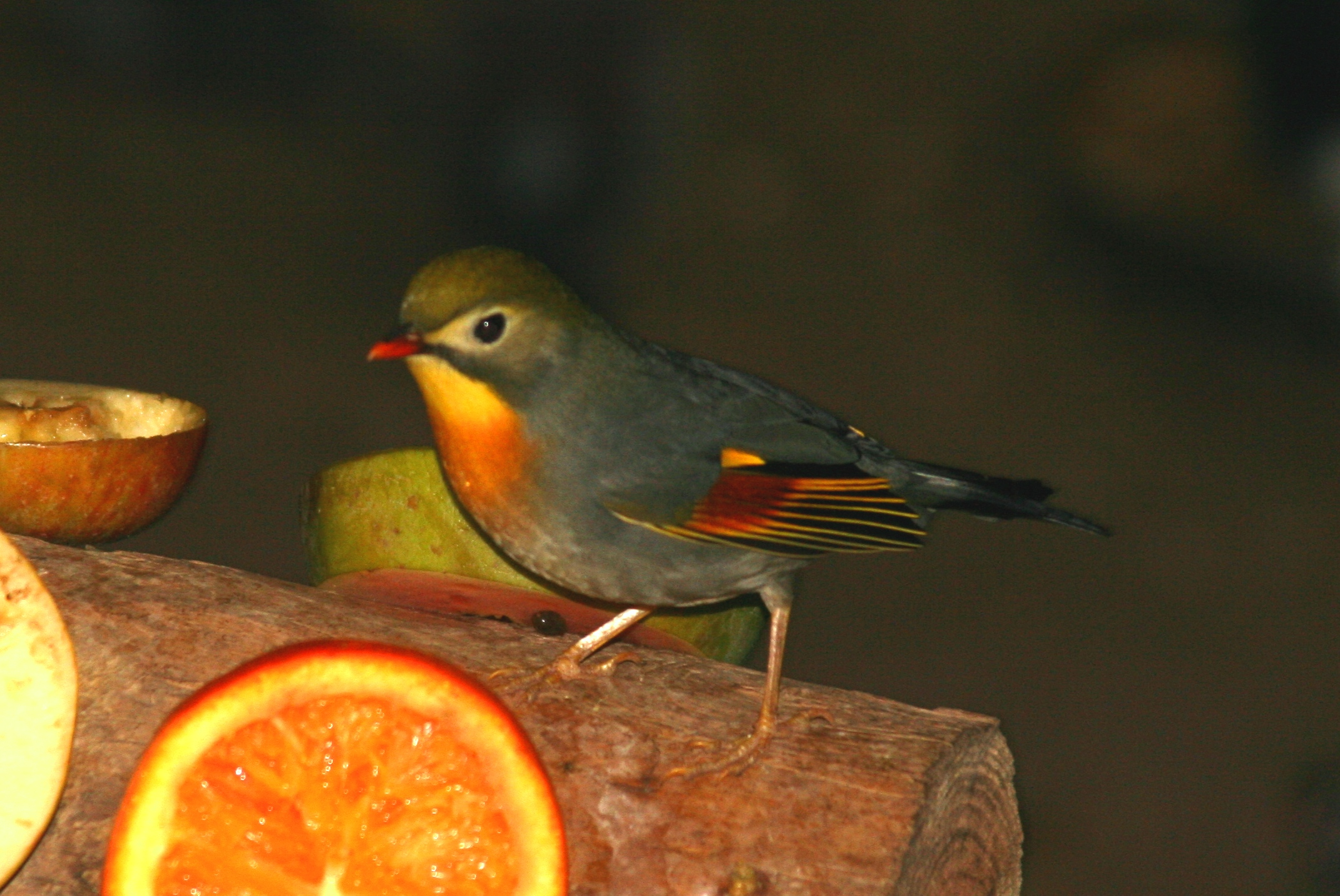
In de dierentuin
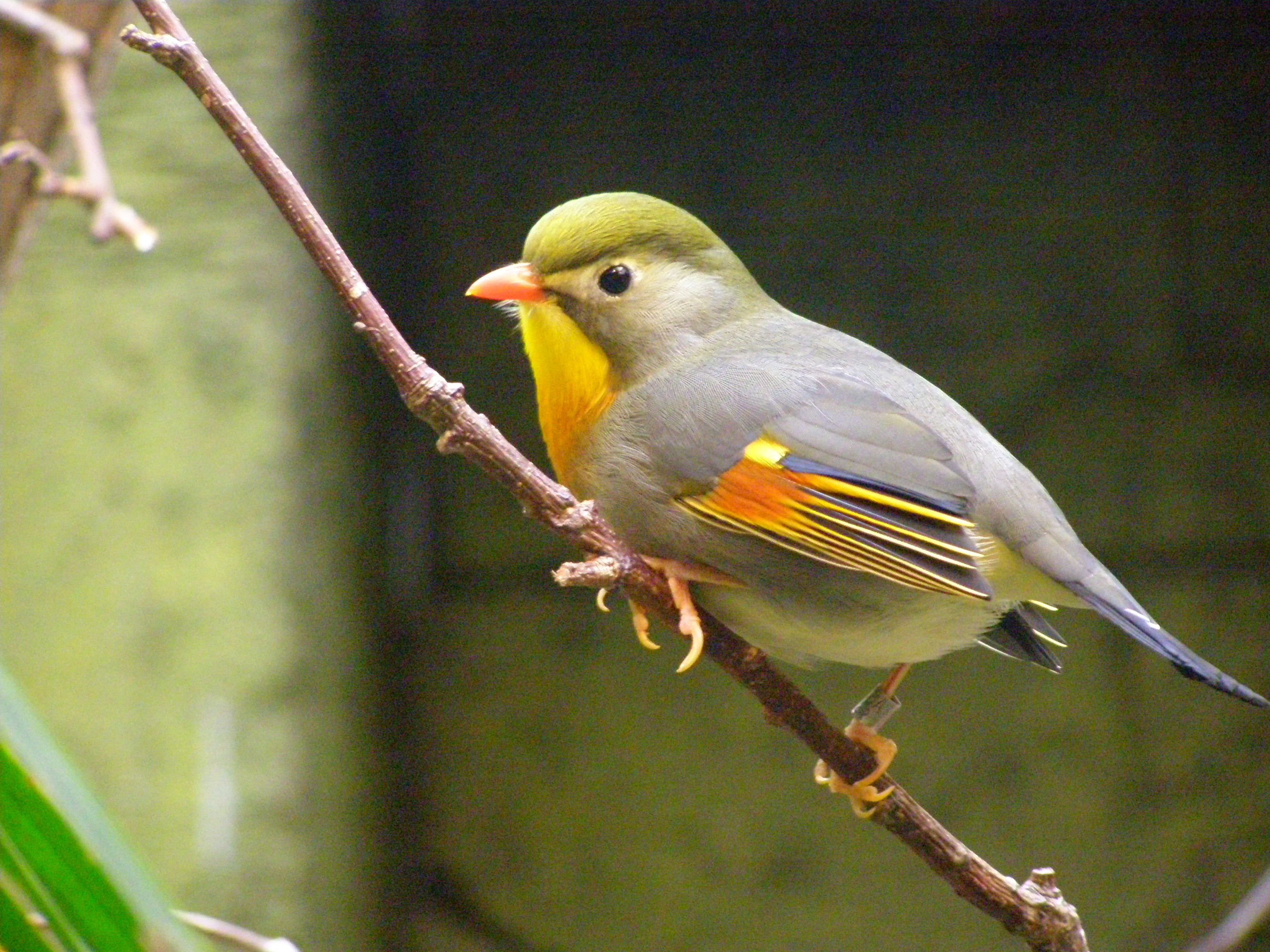